# Microloxia halimaria
Microloxia halimaria là một loài bướm đêm trong họ Geometridae.